# Aristotelis Onasis
Aristotelis Sokratis Onasis (ngr. Αριστοτέλης Σωκράτης Ωνάσης; ur. 15 stycznia 1906 w Smyrnie, zm. 15 marca 1975 w Paryżu) – grecki przedsiębiorca, magnat transportu morskiego, jeden z najbogatszych ludzi swoich czasów.

## Życie zawodowe
W 1922 w czasie wojny grecko-tureckiej Smyrnę zdobyli Turcy i jego rodzina straciła prawie wszystko. Onasisowi uratował życie turecki porucznik. Wtedy prawdopodobnie sfałszował swoją datę urodzenia (miał przyjść na świat w 1904). W 1923 roku na pokładzie parowca Tommaso di Savoia wyjechał do Argentyny i tam zdobył majątek na handlu tytoniem.
W 1928 został poproszony przez rząd grecki o negocjowanie układu handlowego z Argentyną, później został mianowany konsulem generalnym. W wieku 25 lat był milionerem, interesowała go produkcja papierosów i handel surowcami. W 1932 kupił sześć pierwszych statków. W latach czterdziestych i pięćdziesiątych jego flota wzrosła, a handlowe imperium rozkwitło. Zbudował flotę olbrzymich kontenerowców i zbiornikowców, większą niż dysponowała marynarka wielu krajów. W 1957 został właścicielem i zarządcą greckiej kompanii lotniczej.
Głównym źródłem dochodów, obok floty, były polowania na wieloryby. Łamał międzynarodowe umowy chroniące wieloryby – 95% złowionych przez jego statki nie spełniało warunków pozwalających na ich legalne odławianie, w świetle ówczesnych (lata 50. i 60. XX w.) przepisów. Statki wielorybnicze należące do niego pływały pod panamską banderą, gdyż Panama nie podpisała międzynarodowych umów o ochronie wielorybów. Po pewnym czasie rząd Peru, u którego wybrzeży miały miejsce połowy, zarekwirował statki, a ich właściciela obłożył wysoką karą pieniężną.
Onasis dążył wówczas do uzyskania monopolu na transport ropy wydobytej w Arabii Saudyjskiej. Zagroziło to interesom amerykańskich przewoźników ropy naftowej, którzy zwrócili się do swojego rządu, a ten do służb specjalnych, z zadaniem osłabienia finansowej potęgi Onasisa. W efekcie rząd Peru w ciągu 24 godzin zakończył nielegalne wielorybnictwo floty Greka, angażując w to swoją marynarkę wojenną. Onasis zaprzestał dziesiątkowania wielorybów, stracił statki, lecz nie poniósł strat finansowych, ponieważ ubezpieczył się na taką ewentualność w londyńskim towarzystwie ubezpieczeniowym Lloyd’s i otrzymał liczone w milionach funtów odszkodowanie.

## Życie prywatne
Jego pierwszą żoną była Athina Livanos, z którą miał syna Aleksandra i córkę Christinę. W 1959 rozpoczął się jego, początkowo akceptowany przez żonę, romans z gwiazdą opery Marią Callas. Gdy ich romans stał się głośny medialnie, Onassis rozwiódł się z żoną w 1960, a oboje mieli sprawować opiekę nad dziećmi. W latach 50. i 60. utrzymywał przyjacielskie stosunki z Gretą Garbo, jednak aktorka odrzuciła jego oświadczyny. 20 października 1968 na greckiej wyspie Skorpios poślubił Jacqueline Bouvier-Kennedy, wdowę po Johnie F. Kennedym.
Nadzieje na kontynuowanie interesów wiązał z synem, którego nagła śmierć w wypadku samolotowym (22 stycznia 1973) położyła kres tym planom. Co więcej, po kilku latach pożycia z Jacqueline, liczne konflikty małżeńskie sprawiły, że Onassis zaczął żałować swojej decyzji i zmienił testament, pomniejszając udział żony w spadku ze 100 mln dol. na 200 tys. dol. rocznie. Cała reszta miała przypaść córce. Kolejną tragedią była śmierć Athiny Onasis, pierwszej żony Onassisa, która zmarła na skutek przedawkowania barbituranów. Niedługo potem milioner sam podupadł na zdrowiu (zachorował na miastenię) i zmarł, mając 69 lat.
Został pochowany w Grecji, obok syna Aleksandra. Jego spadek oszacowano na 1 mld dol. W wyniku procesu sądowego Jacqueline z córką Christiną wdowie po przedsiębiorcy przyznano w spadku po mężu ponad 20 mln dol.. Jedyną żyjącą spadkobierczynią jego fortuny pozostaje jego wnuczka, Athina, córka zmarłej w 1988 Christiny.